# Уельма
Уельма (ісп. Huelma) — муніципалітет в Іспанії, у складі автономної спільноти Андалусія, у провінції Хаен. Населення — 6208 осіб (2010).
Муніципалітет розташований на відстані близько 310 км на південь від Мадрида, 32 км на південний схід від Хаена.
На території муніципалітету розташовані такі населені пункти: (дані про населення за 2010 рік)
- Кабріта: 61 особа
- Уельма: 5870 осіб
- Солера: 277 осіб

## Демографія
Динаміка населення (INE ):

## Галерея зображень

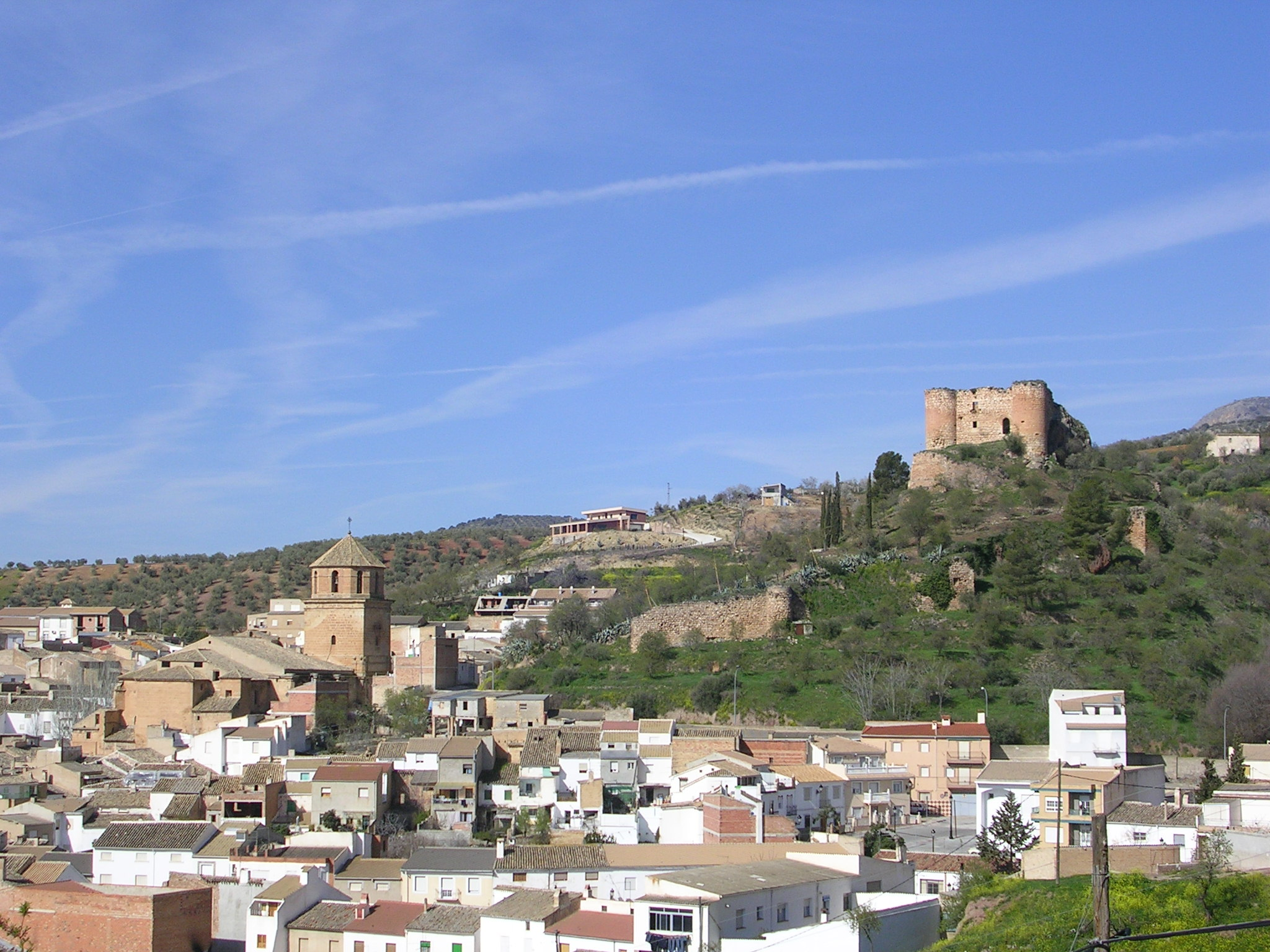
Уельма